# Камілло Брегант
Камілло Брегант (нім. Camillo Bregant; 24 червня 1879, Трієст — 21 лютого 1956, Ґрац) — австро-угорський і австрійський офіцер, генерал-майор (30 вересня 1932).

## Біографія

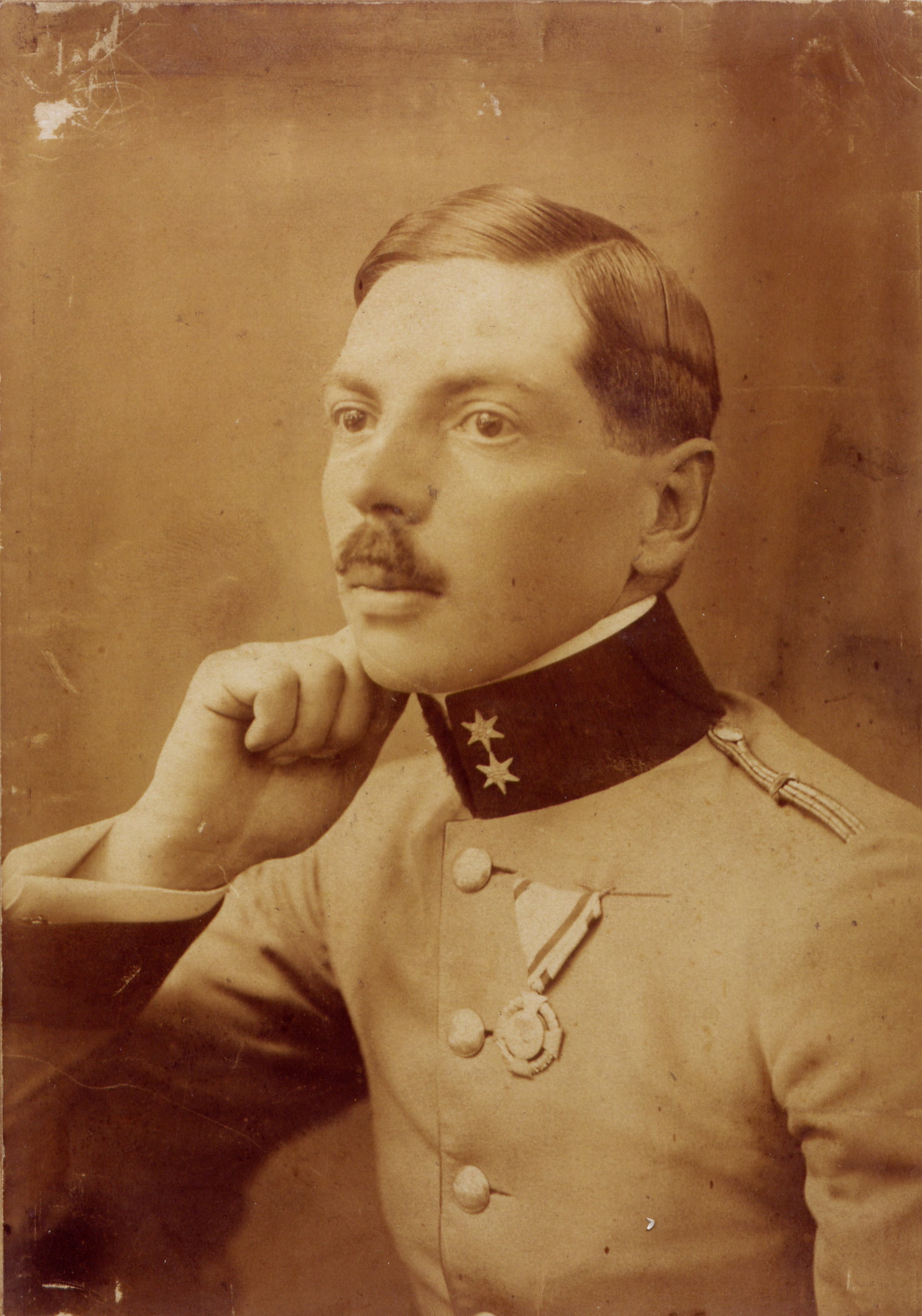
Лейтенант Брегант після 1908 року.

18 серпня 1899 року вступив у 5-й драгунський полк «Микола І, Імператор Російський». Одночасно Брегант був одним із найуспішніших австро-угорських власників їздових коней і жокеїв, брав участь у 389 скачках, 164 рази здобув перше місце, 144 рази — друге і 31 раз — третє. Ці перемоги принесли Бреганту загальний призовий фонд 150000 крон. Разом із своїм полком брав участь у Першій світовій війні, після завершення якої продовжив службу в австрійській армії. В 1934 році примусово відправлений на пенсію через відданість монархії. Після аншлюсу переданий в розпорядження вермахту, проте жодного призначення не отримав. Після завершення Другої світової війни був власником винного заводу, президентом Штирійської асоціації вершників і наставником вершника і борця Петера Ліхтера-Гоєра. Помер під час поїздки на автобусі.

## Нагороди
- Ювілейний хрест
- Бронзова і срібна медаль «За військові заслуги» (Австро-Угорщина) з мечами
- Хрест «За військові заслуги» (Австро-Угорщина) 3-го класу з військовою відзнакою і мечами (26 січня 1915)
- Військовий Хрест Карла
- Медаль «За поранення» (Австро-Угорщина) для інвалідів
- Пам'ятна військова медаль (Австрія) з мечами
- Срібний почесний знак «За заслуги перед Австрійською Республікою»
- Хрест «За вислугу років» (Австрія) 2-го класу для офіцерів (25 років)
- Почесний хрест ветерана війни з мечами
- Нагрудний знак «За поранення» в чорному